# 荊芥屬
荊芥屬為被子植物脣形科中的一屬，共可分為約250個物種。其中某些種類由於能刺激貓的費洛蒙受器，使貓產生一些特殊的行為，因此而稱貓薄荷（英語：catmint）或貓草（catnip）。荊芥屬原生於歐洲、亞洲及非洲，其中地中海到中國大陸之間為其多樣性最高的區域。此外這類植物也是現今北美地區常見野草。
多數荊芥屬植物為多年生草本植物，一年生者則佔少數。其莖部堅固結實；葉片為對生心型，顏色介於綠色與灰綠色之間。花則可分為白色、藍色、粉紅色或淡紫色，在每一個莖頂上，可長出多個花束。這些花呈管狀，花上有許多紫色小斑點。

## 其他用途
猫薄荷（Nepeta cataria）是一種弱神經作用物，具有鎮靜、興奮等作用，當劑量較高時，會使人產生噁心症狀。可用來降低溫度。可以消除脹氣及協助消化作用、改善睡眠品質、解除壓力、刺激食慾。對於焦慮、傷風、流行性感冒、發炎、疼痛以及壓力等有益。愛荷華州立大學的一項研究指出，從猫薄荷中所提煉出的純荊芥內酯（nepetalactone），具有10倍於DEET的驅蚊效果。貓薄荷也是一種伴植植物，能夠驅除害蟲。另有些荊芥屬植物可用來作為鱗翅目幼蟲的食物，如一種稱為Coleophora albitarsella的鞘蛾。

## 對貓的影響

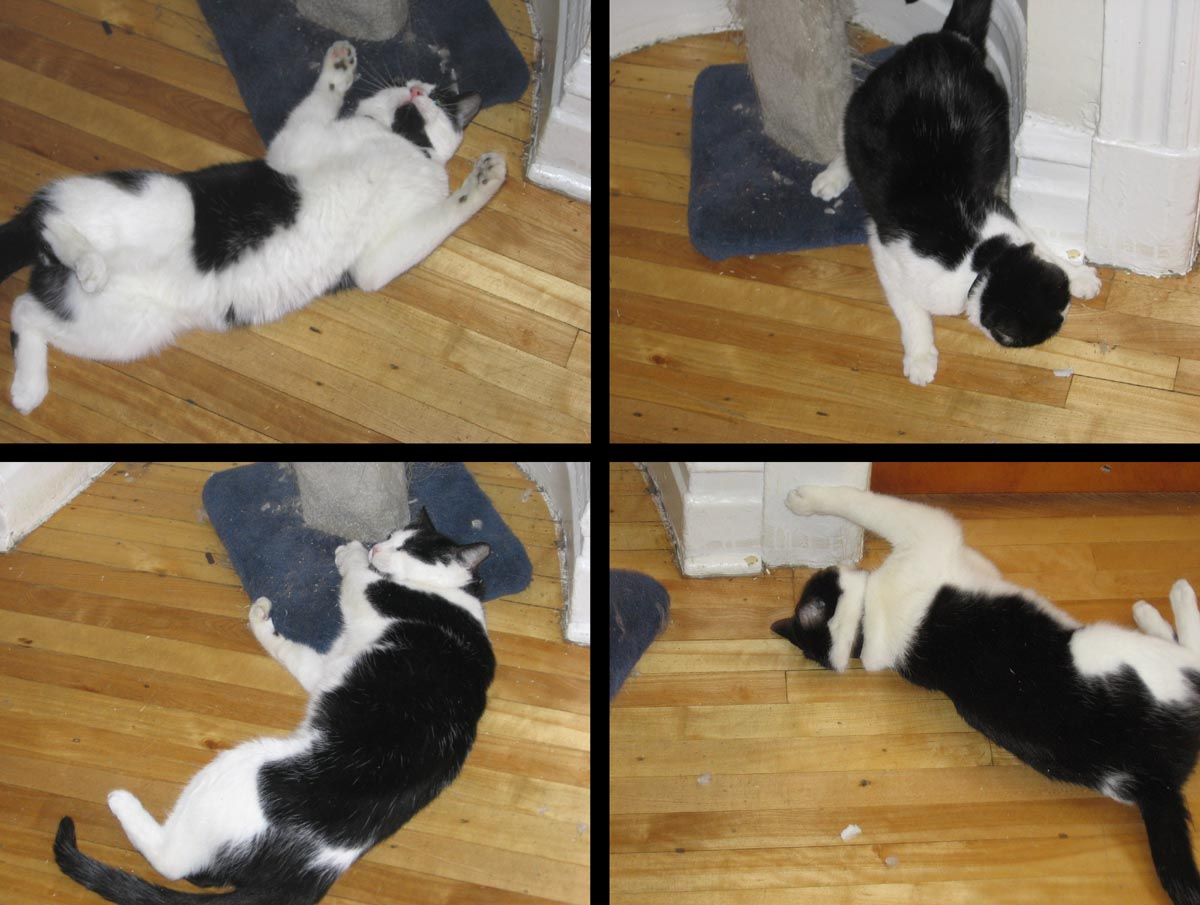
家貓對貓薄荷的反應。

貓薄荷之名來自其對貓科動物，尤其是家貓的作用。其中猫薄荷與紫花猫薄荷（Nepeta×faassenii）兩種類型具有辛辣刺激的味道，而大花猫薄荷（Nepeta grandiflora）的味道則較為平淡。大約有三分之二的貓對貓薄荷有敏感反應，且此現象具有遺傳性。
當貓感受到切開的葉片或莖時，會產生摩擦、翻滾、拍打、啃咬、舔舐、跳躍、低鳴或大量分泌唾液等反應，有些貓則會發出嗥叫或喵聲。上述反應在持續數分之後停止，接著是約兩小時的休息狀態，然後貓又會重新對這些植物產生反應。幼年小貓與老貓對貓薄荷較無反應。此外，绝大多数猫科动物对其均有反应，如老虎、狮子、猎豹等。
貓薄荷含有一種萜類物質，稱為荊芥內酯，可利用蒸氣蒸餾法（steam distillation）萃取。貓經由嗅上皮（olfactory epithelium）組織接收這些物質，而非經由犁鼻器（Vomeronasal organ）。一種假設認為荊芥內酯在嗅上皮內，會與其中感覺神經元表面上的G蛋白連結接受器（G-protein coupled receptor）結合，並經由信號傳遞路徑，使鈣離子匯集，進而在神經軸突上產生動作電位，過程中可能有G蛋白與瞬時受體電位通道（transient receptor potential channel）的參與。
嗅上皮內的感覺神經元會將訊息傳到嗅球（olfactory bulb），這種球狀構造中有許多位於神經纖維網上的神經突觸。之後神經突觸與僧帽細胞（mitral cells）將訊息投射到各種腦部區域，如杏仁體中，最後轉變成為行為信號。某些證據顯示，下視丘接收了一些訊息，並經由腦垂腺調控神經內分泌反應。內分泌激素會使個體產生「性反應」，這些化學物質可能借用了一些平常由費洛蒙使用的通道。
此外，其他植物也可能對貓有同樣的效果，例如纈草，以及某些含有獼猴桃鹼（actinidine）或二氢猕猴桃内酯（dihydroactinidiolide）的植物。

## 物種

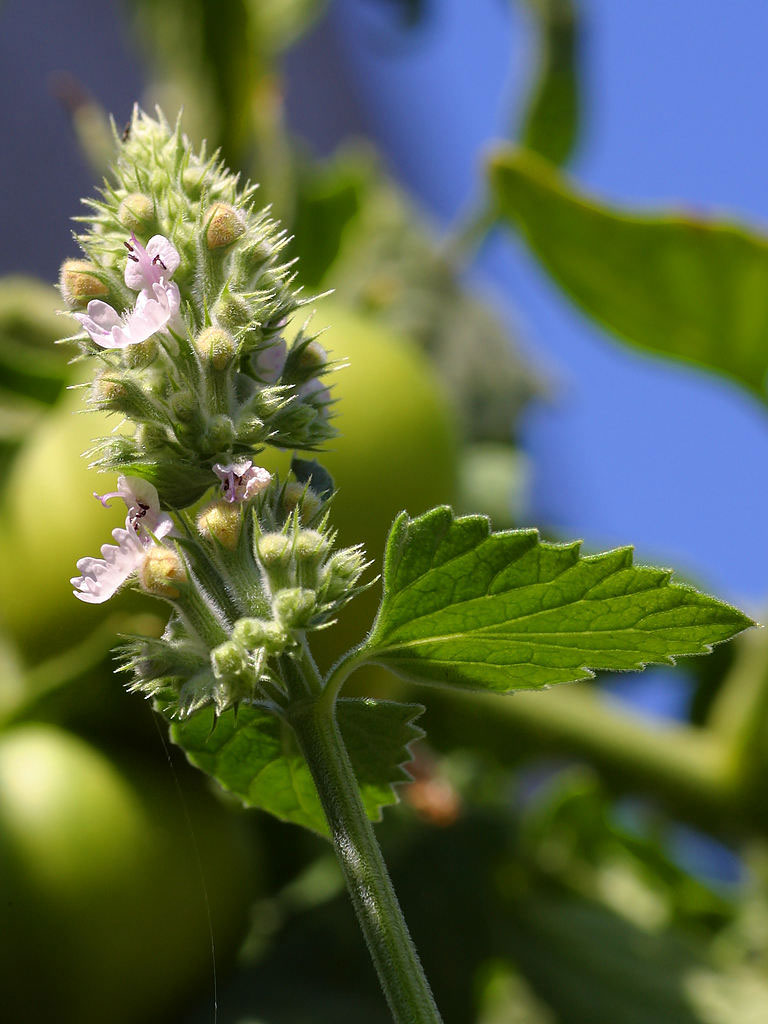
Nepeta cataria的花

貓薄荷：又稱荊芥，真貓薄荷（True Catnip）。高度約50到100公分，是一種外表類似薄荷的草本植物，具有灰綠色葉片與白色花朵，花上有一些紫色小斑點。此物種已引進許多國家，目前在某些地區為廣泛分佈的野草，如美國。其中有一種具檸檬香味的栽培品種——檸檬貓薄荷（N. cataria 'Citriodora'），外形與貓薄荷非常相像，它的用途與香蜂花的用途相似。
大花貓薄荷：比貓薄荷茂盛，具有深綠色葉片與深藍色、近乎紫色的花朵。又稱大貓薄荷（Giant Catmint）或高加索貓薄荷（Caucasus Catmint）。
紫花猫薄荷：或稱N. racemosa×N. nepetella，一般用作觀賞植物，此混種比原來的兩種都要矮小，具有灰綠色葉片與淡紫色花朵。又稱派森貓薄荷（Faassen's Catnip）。
此外，某些青蘭屬（Dracocephalum）、金錢薄荷屬（Dracocephalum）與風輪菜屬（Calamintha）植物曾經被歸類於荊芥屬中。

### 下属物种
本属包括以下物种：
- 田野貓薄荷 Nepeta agrestis
- 小裂葉荊芥 Nepeta annua
- 阿普列貓薄荷 Nepeta apuleii
- Nepeta azadkouhensis Saberamoli[7]
- 貝爾特蘭貓薄荷 Nepeta beltranii
- 樟味貓薄荷 Nepeta camphorata
- 貓薄荷 Nepeta cataria
- 緣毛貓薄荷 Nepeta ciliaris
- 藍花荊芥 Nepeta coerulescens
- 曲花貓薄荷 Nepeta curviflora
- 密花荊芥 Nepeta densiflora
- 齒葉荊芥 Nepeta dentata
- Nepeta dirphya
- 異色荊芥 Nepeta discolor
- 橢圓葉貓薄荷 Nepeta elliptica
- 浙荊芥 Nepeta everardi
- 叢卷毛荊芥 Nepeta floccosa
- 多葉貓薄荷 Nepeta foliosa
- 心葉荊芥 Nepeta fordii
- 腺荊芥 Nepeta glutinosa
- 黃花貓薄荷 Nepeta govaniana
- 格蘭納達貓薄荷 Nepeta granatensis
- 大花貓薄荷 Nepeta grandiflora Lapeyr., 1813，为Nepeta latifolia DC.的异名
- Nepeta heldreichii
- 藏荊芥 Nepeta hemsleyana Oliv. ex Prain, 1891
- 印度貓薄荷 Nepeta hindostana (B.Heyne ex Roth) Haines, 1922，基异名：Glechoma hindostana B.Heyne ex Roth
- 西班牙貓薄荷 Nepeta hispanica Boiss. & Reut., 1859
- Nepeta iraqo-iranica [8]
- 義大利貓薄荷 Nepeta italica
- 江達荊芥 Nepeta jomdaensis
- 絹毛荊芥 Nepeta kokamirica
- 絨毛荊芥 Nepeta kokanica
- 穗花荊芥 Nepeta laevigata
- 假寶蓋草 Nepeta lamiopsis
- 闊葉貓薄荷 Nepeta latifolia
- 白綿毛荊芥 Nepeta leucolaena
- 白葉貓薄荷 Nepeta leucophylla
- 長苞荊芥 Nepeta longibracteata
- 黑龍江荊芥 Nepeta manchuriensis
- 香蜂葉貓薄荷 Nepeta melissifolia
- 膜葉荊芥 Nepeta membranifolia
- 小花荊芥 Nepeta micrantha
- 多苞貓薄荷 Nepeta multibracteata
- 多裂葉荊芥 Nepeta multifida
- 穆西尼貓薄荷 Nepeta mussinii
- 尼泊爾貓薄荷 Nepeta nepalensis
- 小貓薄荷 Nepeta nepetella
- 黃花具脈荊芥 Nepeta nervosa
- 直齒荊芥 Nepeta nuda
- 帕爾納索斯貓薄荷 Nepeta parnassica
- 小花貓薄荷 Nepeta parviflora
- 土耳其貓薄荷 Nepeta phyllochlamys
- 康藏荊芥 Nepeta prattii
- 刺尖荊芥 Nepeta pungens
- 總花貓薄荷 Nepeta racemosa
- 塊根荊芥 Nepeta raphanorhiza
- Nepeta scordotis
- 無柄荊芥 Nepeta sessilis
- 大花荊芥 Nepeta sibirica
- 希索普貓薄荷 Nepeta sibthorpii
- 狹葉荊芥 Nepeta souliei
- Nepeta spruneri
- 斯坦頓貓薄荷 Nepeta staintonii
- 多花荊芥 Nepeta stewartiana
- 松潘荊芥 Nepeta sungpanensis
- 平臥荊芥 Nepeta supina
- 喀什荊芥 Nepeta taxkorganica
- 細花荊芥 Nepeta tenuiflora
- 裂葉荊芥 Nepeta tenuifolia
- 塊莖貓薄荷 Nepeta tuberosa
- 尖齒荊芥 Nepeta ucranica
- 川西荊芥 Nepeta veitchii
- 帚枝荊芥 Nepeta virgata
- 圓齒荊芥 Nepeta wilsonii
- 淡紫荊芥 Nepeta yanthina
- 札達荊芥 Nepeta zandaensis

### 自然產生的混種
- 紫花猫薄荷（Nepeta×faassenii）

## 外部連結
- 歐洲植物誌 （页面存档备份，存于）
- 中國植物誌 （页面存档备份，存于）
- 尼泊爾植物誌 （页面存档备份，存于）
- Liber Herbarum II page on Nepeta cataria （页面存档备份，存于）
- Catnip Repels Mosquitoes More Effectively Than DEET （页面存档备份，存于） - reported at the 222nd national meeting of the American Chemical Society
- The Straight Dope: What is it with cats and catnip? （页面存档备份，存于）
- What is in catnip anyway? Nepetalactone （页面存档备份，存于）
- How does catnip work?  HowStuffWorks, Inc.  1998-2005. （页面存档备份，存于）
- Smith, L. Catnip. Penmarrie Cornish Rex. 1996-2005.
- Catnip Plants （页面存档备份，存于）
- Jacobs, Betty E.M. Growing and Using Herbs Successfully. Garden Way Publishing. Pownal, Vermont, 1981.